# Хайнань-Тибетська автономна префектура
36°16′27″ пн. ш. 100°37′17″ сх. д. / 36.274167° пн. ш. 100.621389° сх. д.
Хайнань-Тибетська автономна префектура (кит. 黃南藏族自治州, пін. Hǎinán Zàngzú Zìzhìzhōu; тиб. མཚོ་ལྷོ་བོད་རིགས་རང་སྐྱོང་ཁུལ་) — адміністративна одиниця другого рівня у складі провінції Цинхай, КНР. Центр префектури — повіт Гунхе.
Префектура площею 45 895 км² межує лише з іншими адміністративними одиницями другого рівня у складі провінції.

## Адміністративний поділ
Префектура поділяється на 5 повітів:
| Карта                            | Карта   | Карта      | Карта      | Карта            |
| -------------------------------- | ------- | ---------- | ---------- | ---------------- |
| Гунхе Тунде Гуйде Сінхай Гуйнань |         |            |            |                  |
| Статус                           | Назва   | Китайською | Тибетською | Населення (2010) |
| Повіт                            | Гунхе   | 共和县     | གསེར་ཆེན་རྫོང་ | 122 966          |
| Повіт                            | Гуйде   | 贵德县     | ཁྲི་ཀ་རྫོང་    | 101 771          |
| Повіт                            | Гуйнань | 贵南县     | མང་རྫོང་     | 76 560           |
| Повіт                            | Сінхай  | 兴海县     | བྲག་དཀར་རྫོང་ | 76 025           |
| Повіт                            | Тунде   | 同德县     | འབའ་རྫོང་    | 64 369           |